# Bataille de Zatoka Świeża
Guerre de Treize Ans
Batailles
Konitz - Puck - Zatoka Świeża
La bataille de Zatoka Świeża, ou de la lagune de la Vistule, a été livrée le 15 septembre 1463 entre la marine de l'ordre des Chevaliers teutoniques et la marine de la  Confédération prussienne alliée de la  Pologne. Dirigée par son Grand-Maître, la marine teutonique tentait de porter secours à la ville de Gniew, assiégée.  Quoique moins nombreux, les navires prussiens, plus expérimentés car faisant partie de la Hanse, repoussèrent l'attaque teutonique, gagnant ainsi le contrôle de la Vistule.